# Fåberg Station
Fåberg Station (Fåberg stasjon) er en tidligere jernbanestation på Dovrebanen, der ligger ved byområdet Fåberg i Lillehammer kommune i Norge.
Stationen åbnede 15. november 1894, da banen mellem Hamar og Tretten blev taget i brug. Oprindeligt hed den Faaberg, men navnet blev ændret til Fåberg 23. april 1921. Betjeningen med persontog ophørte 30. maj 1965, og 14. december 1966 blev stationen fjernstyret. Omfattende godstrafik gjorde dog, at stationen fortsat var bemandet indtil 15. juni 1975. Siden da har den tidligere station fungeret som fjernstyret krydsningsspor.
Den første stationsbygning blev opført til åbningen i 1894 efter tegninger af Paul Due. Bygningen brændte i 1909, og efterfølgende opførtes den nuværende stationsbygning efter tegninger af Harald Kaas. Stationen blev ofte benyttet af forfatteren Bjørnstjerne Bjørnson, idet hans gård Aulestad ligger ti km nord for stationen. Derudover ligger militærlejren Jørstadmoen leir tre km syd for stationen.